# Нулевой день (фильм, 2003)
«Нулевой день» — американский драматический фильм 2003 года, написанный и снятый Беном Коччо в стиле найденной пленки. Фильм рассказывает двух подростках, планирующих нападение на школу.

## Сюжет
Андре Кригман и Кальвин «Кэл» Габриэль объявляют о своем намерении напасть на среднюю школу Ирокез, где они оба учатся, назвав свой план «Нулевой день».
Оба подростка находятся в крайне тяжелом состоянии: Кал страдает от депрессии и суицидальных наклонностей, а Андре — жестокий и полный ненависти человек. Большая часть фильма снята на их видеокамеру и показывает, как они документируют свои планы и подготовку к нападению, скрывая это от своих друзей и семей.
Другие сцены показывают, как двое из них посещают день рождения Андре, закидывают яйцами дом Брэда Хоффа, а Кэл идет на выпускной бал, в то время как Андре закрывает пиццерию и работает в ней. В одном из видеороликов Кэл отмечает происхождение названия «Zero Day»: когда Кэл и Андре первоначально планировали напасть на школу в первый день, когда температура опустится до нуля градусов по Фаренгейту, после того как они закончат свои приготовления. Однако это произошло только один раз, во время которого Андре был болен, и они установили 1 мая 2001 года в качестве новой даты. Желая, чтобы их нападение имело запоминающееся название, они согласились сохранить первоначальное название.
1 мая они приезжают в школу и готовят свой план и оружие в машине Андре. Андре говорит, что без помощи своего напарника Кэла он никогда бы не смог осуществить «День нулевой». Кал соглашается с ним. Видеокамера продолжает снимать, как они оба вбегают в школу через западный вход, вооруженные тремя пистолетами.
Стреляя во всех, кого видят, угрожая и издеваясь над несколькими свидетелями, Андре и Кэл убивают одиннадцать студентов и одного школьного охранника. Еще восемнадцать человек получают ранения. В конце через четырнадцать минут после начала инцидента, двое видят, что школа окружена полицией. После споров о том, вступать ли в перестрелку с полицией, они решают покончить с собой выстрелом из пистолета.
Через девять дней после стрельбы, 10 мая, группа подростков снимает на видео, как они едут к месту памяти погибших в результате нападения, включая Андре и Кала. Группа находит деревянные кресты пары, а затем поджигает их и быстро уезжает из этого места.

## Производство
Режиссер фильма Бен Коччо вспоминает, что в день массового убийства в школе Колумбайн в 1999 году он находился в пиццерии в Бруклине, Нью-Йорк, и видел репортаж об этом событии по телевизору в ресторане, комментируя: «Я помню, что был удивлен тем, что это не произошло раньше». Коччо также поразило то, насколько тщательно Эрик Харрис и Дилан Клиболд спланировали эту стрельбу, в отличие от других школьных стрельб, которые были скорее спонтанными преступлениями на почве страсти. Коччо захотел рассказать эту историю по-другому, не эксплуатируя ее, и опирался на собственное представление о средней школе как о месте, где царит напряженность и «в любой момент может случиться что угодно». Теория Коччо о школьных стрелках-студентах заключается не в том, что они являются самыми изгоями, поскольку такие студенты, как правило, развивают чувство неполноценности и склонны наносить вред себе. Коччо считает, что стрелки, как правило, являются студентами с чувством превосходства, и что «когда другие люди не подтверждают это, это действительно задевает их за живое».
Ни одна из средних школ Коннектикута, где он хотел снимать фильм, не разрешила Коччо доступ для съёмок, в итоге он использовал интерьер здания Государственного университета Нью-Йорка в Пёрчесе, штат Нью-Йорк. «Подходящий для крепости» экстерьер средней школы был снят в средней школе Нью-Милфорд в Нью-Милфорде, штат Коннектикут, где Коччо жил в то время.
Во время кастинга Коччо обратился в средние школы по всему Коннектикуту в поисках подростков, интересующихся актерским мастерством, но не имеющих большого или вообще никакого профессионального опыта. Коччо провел три дня открытых проб. Андре Кюк откликнулся на объявление, размещенное Коччо в журнале Backstage Magazine, и привел на пробы своего одноклассника и коллегу-театрала Кала Робертсона. Оба мальчика играли в постановках Шекспира в театре Stratford Avon Theater в Стратфорде, штат Коннектикут. Их поощряли импровизировать на протяжении всего производства фильма.

## Рецензии
Фильм получил в основном положительные отзывы критиков и в настоящее время имеет рейтинг одобрения 68 % на сайте Rotten Tomatoes, основанный на 41 рецензии критиков. Несмотря на положительный прием со стороны критиков и зрителей, «Zero Day» провалился в прокате, собрав всего 8466$ при бюджете в 20 000$.
Обсуждая психические заболевания и их изображение в фильмах, Алисса Миллер написала, что «режиссер Бен Коччо создал идеальный образ психопата в персонаже Андре, который не испытывает угрызений совести за свои поступки, даже если они направлены против близких ему людей». С другой стороны, продолжает Алисса, «персонаж Кальвин, сообщник Андре, скорее социопат из-за его видимого раскаяния по отношению к людям, которые ему дороги, и его безрассудного пренебрежения собственной безопасностью».

## Награды
- Атлантский кинофестиваль – Награда большого жюри 2003 года[5]
- Бостонский фестиваль подпольного кино[англ.] – Лучшее из фестиваля 2003 года[6]
- Кинофестиваль в Нью-Хейвене[англ.] – Приз зрительских симпатий, Лучший драматический фильм 2002 года[7]
- Флоридский кинофестиваль[англ.] – Гран-при жюри за лучший полнометражный художественный фильм 2003 года[8]
- Кинофестиваль в Род-Айленде[англ.] – Приз зрительских симпатий 2003[9]
- Кинофестиваль Slamdunk[англ.] – Гран-при жюри 2003 года[10]